# Soedzja (plaats)
Soedzja (Russisch/Oekraiens: Суджа) is een klein stadje in de Russische oblast Koersk.

## Geografie
De stad ligt aan de zuidelijke rand van de Centraal-Russische Plaat, ongeveer 100 km ten zuidwesten van de oblasthoofdstad Koersk aan de gelijknamige Soedzja, een rechter zijrivier van de Psyol, die uitmondt in de Dnjepr. Soedzja is het administratieve centrum van het gelijknamige district.

## Geschiedenis
De plaats werd gebouwd in de 17e eeuw als een versterkte handelsnederzetting dichtbij wat toen de zuidgrens van het Russische rijk was en aanvankelijk Soedzjanskaja sloboda werd genoemd, naar de rivier. In 1664 werden stadsrechten verleend. In de 18de eeuw maakte de stad deel uit van het directoraat van Kiev. Na 1786 verloor de stad haar strategische militaire belang. Het bleef een belangrijk lokaal ambachts- en handelscentrum, maar raakte in de 20e eeuw in verval.
In de Tweede Wereldoorlog werd Soedzja op 18 oktober 1941 bezet door de Duitse Wehrmacht. Soedzja werd op 3 maart 1943 heroverd door troepen van het Voronezjfront van het Rode Leger als onderdeel van de Slag om Charkov.
Tijdens de Russisch-Oekraïense oorlog trokken Oekraïense troepen op 8 augustus 2024 Soedzja binnen. Volgens de Oekraïense president Zelensky nam het Oekraïense leger medio augustus 2024 de volledige controle over de stad over. Als gevolg hiervan hebben de Oekraïense strijdkrachten in Soedzja een militair bestuur voor de oblast Koersk opgericht om de openbare orde te waarborgen, tegemoet te komen aan de belangrijkste behoeften van de lokale bevolking en de logistieke bevoorrading van het leger te garanderen. Rusland heeft in maart 2025 deze plaats heroverd: De Oekraïense generale staf bevestigde op 16 maart 2025 dat Oekraïense troepen zich hadden teruggetrokken uit de stad, en dit nadat Moskou op 13 maart de inname ervan had opgeëist.

### Bevolkingsontwikkeling
| Jaar | Inwoners |
| ---- | -------- |
| 1897 | 7433     |
| 1939 | 3674     |
| 1959 | 4004     |
| 1970 | 6197     |
| 1979 | 7185     |
| 1989 | 7487     |
| 2002 | 7045     |
| 2010 | 6036     |
| 2021 | 5127     |

## Cultuur en bezienswaardigheden
In Soedzja zijn de Drie-eenheidskerk (Троицкая церковь/Troitskaya tserkov), de Kerk van de Hemelvaart (Вознесенская церковь/Voznesenskaja tserkow, rond 1811) en de Kerk van de Moeder van God (Rozhdestvenskaya Рождественская церковь) bewaard gebleven. De stad heeft een lokaal museum.
In de nabijgelegen nederzettingen Zamostje en Zaolesjenka staan kerken met vijf koepels uit de 19e eeuw. Op 15km ten zuiden in het dorp Goejevo ligt een onvoltooid paleis met boerderijgebouwen en een park van de Dolgoruki-prinsen.

## Economie en infrastructuur
In Soedzja is naast een toeleverancier voor de tractorbouw ook bedrijven in de voedingsmiddelen- en bouwmaterialenindustrie gevestigd.
De stad ligt aan de spoorlijn Brjansk – Lgov – Charkiv, die in 1911 op dit traject werd geopend. De regionale weg R200 loopt door Soedzja van Djakonowo (bij Koersk) naar de Oekraïense grens en verder naar Soemy. 

### Gaspijpleiding
Soedzja is een toegangspunt voor aardgas dat over de broederschapspijpleiding loopt en vooral gas uit het Siberische Jamalië via Oekraïense pijpleidingen naar Europa transporteert.